# Maddison Keeney
Maddison Keeney (n. 23 mai 1996, Sydney, Noul Wales de Sud, Australia) este o săritoare în apă ce a reprezentat Australia, medaliată olimpică. A participat la o ediție a Jocurilor Olimpice (2016) în care a câștigat o medalie de bronz.